# Thomas Happe
Thomas Happe (* 25. März 1958 in Dortmund) ist ein ehemaliger deutscher Handballspieler, der 1984 die olympische Silbermedaille gewann.
Der 1,89 m große Linksaußen war einer der besten Abwehrspieler seiner Zeit. Er begann seine Karriere bei OSC Dortmund und spielte ab 1982 bei TUSEM Essen. In der Regel spielte Jochen Fraatz den Linksaußen, sodass Happe nur in der Abwehr antrat; fiel Fraatz einmal aus, vertrat ihn Happe auch im Angriff. Happe gewann mit TUSEM 1986, 1987 und 1989 die Deutsche Meisterschaft, 1988 verlor Essen im Finale des Europokals der Landesmeister, 1989 gewann das Team den Europapokal der Pokalsieger.
Thomas Happe spielte in insgesamt 56 Länderspielen in der deutschen Nationalmannschaft. Dabei erzielte er 16 Tore.
Am 13. Januar 1981 hat er in Offenburg im Spiel gegen Rumänien sein Länderspieldebüt. Bei den Olympischen Spielen 1984 in Los Angeles wirkte er in fünf Spielen mit, auch im Finale bei der 18:17-Niederlage gegen Jugoslawien. Als seine beste Leistung bei dem olympischen Turnier galt Happes Auftritt im Halbfinale gegen Dänemark. Bei der Weltmeisterschaft 1986 stand er im deutschen Aufgebot, die Mannschaft belegte den siebten Platz.
Nach seiner Spielerkarriere betreute Happe als Trainer den TuS Schutterwald und den VfL Gummersbach. Von Dezember 2002 bis Sommer 2008 betreute er die Mannschaft von Borussia Dortmund in der Frauen-Bundesliga.
Vom 26. Januar 2010 bis 27. Dezember 2011 betreute Happe die Mannschaft der DJK/MJC Trier, die ebenfalls in der ersten Handball-Bundesliga der Frauen spielt.
Thomas Happe ist der Sohn der Olympiasiegerin im Schwimmen Ursula Happe. Er begann als Schwimmsportler, wechselte aber die Sportart, weil ihm das Talent seiner Mutter fehlte. Beim TUSEM Essen wurde Happe als Ehrenmitglied und von der Stadt Dortmund mit dem Sportler-Ehrenring ausgezeichnet.